# Nicolas Philibert
Nicolas Philibert, född 1951, är en fransk filmregissör. Han vann Louis Delluc-priset 2002 och Guldbjörnen vid filmfestivalen i Berlin 2022.

## Filmografi (i urval)
- 2002 – Att vara och ha
- 2023 – Ombord på Adamant